# Čajničke novine
Čajničke novine bile su prve i jedine ikad dosad objavljene novine u Čajniču. Izašle su u vrijeme Austro-Ugarske, nakon austro-ugarskog zauzimanja BiH. Osnovao ih je čajnički katolik mađarske nacionalnosti Imre Feher koji je bio prvi glavni urednik ovog časopisa.